# Hans Pirckheimer

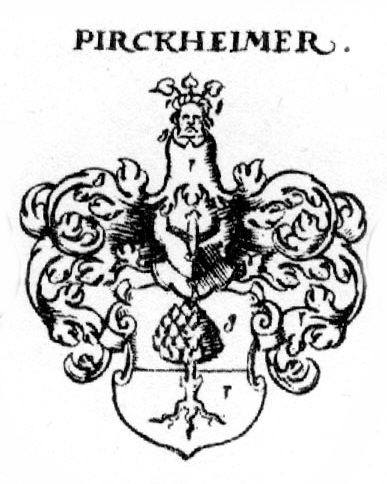
Familienwappen Pirckheimer

Hans III. Pirckheimer (* 1417 in Nürnberg; † 1492) war ein Jurist, Humanist, Nürnberger Ratsherr und Gesandter der Stadt Nürnberg im 15. Jahrhundert.

## Leben
Hans war der Sohn von Franz Pirckheimer und Klara Pfinzing. Sein Großeltern väterlicherseits waren Hans II. Pirckheimer und Katharina Teufel. Die Familie stammte aus Lauingen im Donau-Ries. Sie kamen durch Fernhandel in Nürnberg zu Geld.
Zuerst studierte er in Perugia und Bologna.
1444 verlieh Friedrich III. ihm und seinem Bruder Paul ein kleines Gut zu Galgenhof.
Nach dem Tod seiner Frau 1447 begann er Ende 1448 ein Zweitstudium in Padua in der Rechtswissenschaft. Dort begeisterte er sich für den Humanismus. Im Anschluss wurde er Mitglied des Nürnberger Rates und wirkte für seine Heimatstadt als Jurist und Diplomat.
1455, 1458, 1459 und 1460 wurde er als Gesandter am Kaiserhof von Friedrich III. (HRR) genannt.

## Familie
Er heiratete Barbara Holzschuher (1422–1447). Gemeinsam hatten sie folgende Kinder.
Gemeinsam hatten sie einen Sohn, Johannes. Dieser heiratete Barbara Löffelholz. Diese hatten die Kinder Juliane, die mit Martin Geuder verheiratet war, Barbara, die als Caritas Äbtissin des Klosters St. Klara war, Willibald, der wie sein Großvater und Vater Nürnberger Ratsherr war, Walburg Pirckheimer, der in ein Kloster bei München eintrat, Sabina und Euphemia, die Äbtissin des Klosters Bergen waren.